# Otto Ville Kuusinen
Otto Ville Kuusinen (Loutroo, Finnország, 1882. október 4. – Moszkva, 1964. május 17. ), finn származású szovjet politikus. 1905-ben belépett a Finn Szociáldemokrata Pártba, majd 1918-ban Oroszországba szökött, ahol megalapította a Finn Kommunista Pártot. Nem tért vissza hazájába, a Szovjetunióban maradt, mint a Komintern titkára. Az 1939-1940-es téli háború idején egy szovjetbarát finn bábkormány feje volt, majd pedig a Karéliai ASZSZK elnöki funkcióját töltötte be 1940-1956 között. 1946-1953 és 1957-1964 között az Orosz Kommunista Párt Központi Bizottságának a titkára volt.

## Magyarul
- A finn forradalom; bev. Landler Jenő; Arbeiter-Buchhandlung, Wien 1921
- Kik akarnak gyámkodni Európa népei felett?; Szikra, Budapest, 1947
- A mai jobboldali szociáldemokraták; Szikra, Budapest, 1948
- A háborús gyújtogatók internacionáléja; Szikra, Budapest, 1951 (Nemzetközi kérdések)
- Kalevala. Szemelvények a karjalai-finn nép eposzából; Elias Lönnrot szerk. Kalevala alapján összeáll., bev. Otto Kuusinen, ford. Vikár Béla; Hungária, Budapest, 1950